# 川の流れのように
「川の流れのように」（かわのながれのように）は、1989年1月11日に発売された、日本の歌手、美空ひばりの生前最後に発表されたシングル作品である。
2006年（平成18年）に文化庁と日本PTA全国協議会によって「日本の歌百選」に選定されている。

## 解説
作詞は秋元康、作曲は見岳章による。オリジナルの編曲は竜崎孝路によって行われた。元々は1988年12月1日発売のアルバム『川の流れのように〜不死鳥パートII』の表題曲で、シングルカットは、当初スタッフの意見は全員一致でポップス調の「ハハハ」にするつもりだったが、レコーディングしたひばり本人の強い希望もあってこちらに変更された。なお、「ハハハ」は1990年6月21日に同じく『川の流れのように〜不死鳥パートII』収録曲である「女は昨日のために男は明日のために」をカップリングとしてシングルカットされた。
元々、アルバム『川の流れのように〜不死鳥パートII』は「自分の歌から遠い若い世代の人たちにメッセージを残したい」というひばりの意向により製作されたため、作詞には当時、作詞家・放送作家として若者からの人気を得ていた秋元が起用された。当初、「ハハハ」をシングルカットする意向だったスタッフに対して、ひばりは自分の人生と本楽曲を重ねて「1滴の雨が木の根を伝い、せせらぎが小川になる。水の流れがあっちにぶつかり、こっちに突き当たりしながらだんだん大きくなる。やがて大河になり、ゆっくりと海にたどり着く」と発言し、本楽曲のシングルカットを希望した。「あちこちにぶつかり」を説明するひばりのジェスチャーもだんだん大きくなって、普段はスタッフの意見を尊重するひばりが「お願いだから、これだけは私に決めさせて!」と熱望したという。
1988年10月11日に日本コロムビア本社内で行われたオリジナルアルバム製作の報告も兼ねたひばりにとって生涯最後の記者会見の時に、ひばりは本楽曲について自ら発言している。この記者会見前には、当初はシングル化されるはずだったアルバム内の一曲「ハハハ」が秋元が立ち合いの下、公開初披露されていた。ある記者が「ひばりさん、今回のアルバムを楽しみにされているファンの方々が沢山いらっしゃるかと思いますけれども、アルバムに収録されてる10曲がどんな曲なのか、紹介していただけますか？」と投げかけた。するとひばりは「えー…もう『川の流れのように』の曲を1曲聴いていただくと、10曲全てが分かるんじゃないでしょうか。だからこれからの私。大海へスーッと流れる川であるか、どこかへそれちゃう川であるかっていうのは誰にも分からないのでね。だから『愛燦燦』とはまた違う意味のね、人生の歌じゃないかなって思いますね…」と、それまでのスタッフの意向を全て覆す回答を残した。ひばりの記者会見後、製作部はバタバタしながら1989年1月のリリース準備に入ったという。
1989年（平成元年）1月11日に日本コロムビアより発売されたが、同年6月24日、ひばりは52歳で死去し、結果的に本楽曲は遺作となった。没後にシングル盤は売上を伸ばし、150万枚を売り上げるミリオンセラー（オリコンによる集計では41.8万枚）となり、1964年の「柔」に次ぐヒット曲となった。その後も売り上げを伸ばし、2019年時点では205万枚を売り上げ、「柔」を上回り自身最大売上のシングルとなっている。
1989年7月22日に青山葬儀所で執り行なわれたひばりの本葬では、北島三郎、都はるみ、雪村いづみ、森昌子などといった数多くの歌手仲間が本楽曲を斎場で歌い、ひばりの霊前に捧げた。
この曲の「川」とは、ニューヨークのイースト川のことである。当時の秋元はニューヨークに在住しており、現地のカフェ「カフェ・ランターナ」で作詞した。秋元は、いつもは作詞を終えてからタイトルを付けているが、その時は不思議と何も考えずに「川の流れのように」というタイトルから書き始めており、そのようなものは唯一の作品だという。後に本人は、「多分それはずっとイーストリバーを見ていたからなんでしょう」と回想している。
同年末の第31回日本レコード大賞では、本楽曲に「金賞」と「作曲賞」が授与されるとともに、故人となったひばりにも「特別栄誉歌手賞」が授与された。長年にわたる彼女の偉大な業績を称えて、この年から日本レコード大賞に「美空ひばり賞」（後に「美空ひばりメモリアル選奨」へ変更）も新設された。
本曲（フルコーラス）を、生前のひばり本人が歌唱する貴重といえる映像を持つテレビ局は、TBS（正月特番『春一番! 熱唱美空ひばり〜いま誓い新たに燃える不死鳥全25曲〜』1989年（昭和64年）1月4日放送）、テレビ東京（『演歌の花道』1989年（平成元年）1月15日放送）、フジテレビ（『ミュージックフェア』1989年1月15日放送）の3局のみである。この内、テレビ東京の番組素材が、日本コロムビア制作によるレーザーディスクカラオケの本人歌唱映像として編集され、1990年代に市販されていた。2004年からは同社の出資会社でもある第一興商の「BBサイバーDAM」「プレミアDAM」におけるカラオケ映像としても流用されている。
日本放送協会（NHK）が1997年4月から12月にかけて実施した「20世紀の日本人を感動させた歌」の人気投票で、全国1775万4314票・1万9824曲の投票の中から本曲が43万7518票を獲得して1位に選ばれた。

### ニューバージョン
2000年3月に、映画『川の流れのように』の主題歌として久石譲による編曲でピアノ伴奏とオーケストラ演奏に一新した「川の流れのように 2000」が発売された。マルチトラックのボーカルチャンネルだけを抜き出し、ミキシングする手法が用いられている。
さらに、ミレニアム企画として同年7月に発売されたトリビュートアルバム『美空ひばり トリビュート』では武部聡志による編曲でバラード調の楽曲に仕上がった「川の流れのように Millennium」が収録され、参加アーティストによる“歌詞パートの歌い継ぎ”に混ざってひばりも参画している。

## 収録曲
節目毎にカップリング曲やジャケット写真を変えながら幾度か新発されている。

### オリジナル版
- 1989年1月11日発売　（EPレコード・シングル・カセットテープ併売）
- 両曲とも、作詞：秋元康 / 作曲：見岳章 / 編曲：竜崎孝路

1. 川の流れのように
2. あきれたね

### 1991年版
- 7月21日発売。（シングル・カセットテープ）

1. 川の流れのように
2. 裏窓
作詞：たかたかし / 作曲：弦哲也 / 編曲：竜崎孝路

### 1998年版
- 5月29日発売。同年4月にNHK-BS2で放送された『BS20世紀日本のうた トップ100〜伝えたい日本の歌〜』で首位獲得をした事からリリースされた。

1. 川の流れのように
2. 歌の里
作詞：小沢ソウ / 作曲・編曲：船村徹

### 2000年版（ニューバージョン）
- 2000年3月17日発売。8cmシングル

1. 川の流れのように2000
作詞：秋元康 / 作曲：見岳章 / 編曲：久石譲
2. 川の流れのように

#### 川の流れのように Millennium
- 2000年7月20日発売。CDアルバム『美空ひばりトリビュート』ボーナストラックとして収録。
  - 15.川の流れのようにMillennium
- 作詞：秋元康 / 作曲：見岳章 / 編曲：武部聡志
- 美空ひばりfeat. 泉谷しげる/宇崎竜童/杏子/五島良子/さだまさし/篠原ともえ/谷村新司/中西圭三/南こうせつ/森山良子

### 2003年版
- 8月20日発売。マキシシングル。

1. 川の流れのように
2. 愛燦燦
作詞・作曲：小椋佳 / 編曲：若草恵
3. 川の流れのように（オリジナル・カラオケ）
4. 愛燦燦（オリジナル・カラオケ）

### 2008年版
- 4月23日発売。マキシシングル。

1. 川の流れのように
2. 愛燦燦
3. 人生一路
作詞：石本美由起 / 作曲：かとう哲也 / 編曲：佐伯亮
4. 川の流れのように（オリジナル・カラオケ）
5. 愛燦燦（オリジナル・カラオケ）
6. 人生一路（オリジナル・カラオケ）

### 2019年
5月29日発売。｢シングル/マキシシングル｣
1. 川の流れのように
2. あきれたね
3. 川の流れのように(オリジナルカラオケ)
4. あきれたね(オリジナルカラオケ)

## タイアップ
- TBS系愛の劇場『ああわが家』主題歌（1989年）
- サントリー『角瓶』CMソング（1995年）
- 東宝系『川の流れのように』（2000年）

※今日に至るまで多くのCM・キャンペーン等に使用されている。

## カバー
※50音順

### 日本
- AI（2012年1月6日、7日放送のドラマ『特命係長 只野仁 ファイナル』主題歌）
- 秋川雅史
- 浅岡雄也（Twitterで広まった「うたつなぎ」で、木根尚登から次に指名された浅岡雄也が自身の公式ブログ内にて公開している。[9])
- 新井満
- 五木ひろし
- 岩佐美咲（2016年1月6日発売のシングル「ごめんね東京」（通常盤）のカップリング曲として収録[10]）
- 海上自衛隊東京音楽隊、三宅由佳莉 （2017年、アルバム『シング・ジャパン ―心の歌―』に収録。編曲は義野裕明。）
- 川中美幸
- 桑田佳祐（ライブ「Act Against AIDS 2013 昭和八十八年度！第二回ひとり紅白歌合戦」でカバー）
- 香西かおり（アルバム『恋舟／ベスト・ヒット』に収録。本曲発売の翌年に発売）
- 幸田聡子
- 米米CLUB（1992年のライブ『SHARISHARISM DECADENCE 疑惑の多様ショー 素直なパパ』〈2008年発売のライブDVD‐BOX『米盛Ⅱ』ディスク3収録〉でカバー）
- さだまさし（アルバム『情継 こころを継ぐ』に収録）
- 鮫島有美子
- 30%LESS FAT
- 沢田知可子（アルバム『Boys be…』に収録）
- 島津亜矢（尚2016年・第67回NHK紅白歌合戦出場時にも歌唱披露している）
- JULEPS（アルバム『旅立つ日』に収録）
- 鈴木康博
- 高嶋ちさ子（ヴァイオリン）
- 椿（ドラマ『特命係長 只野仁』1stシーズン主題歌）
- 天童よしみ（1998年、本人出演によるポッカコーヒー（クリスタルブラック）のCMソングに使われた。又NHK紅白歌合戦でも1999年・第50回、2005年・第56回と2回歌唱した）
- トータス松本（2003年、本人出演によるユニクロのCMソングに使われた）
- 高橋克典
- 美川憲一 (アルバム『天衣無縫』に収録。)
- 水樹奈々（ライブビデオ『NANA MIZUKI LIVE GRACE -ORCHESTRA-』に収録）
- 水谷豊（アルバム『時の旅人2015』に収録。）
- 三船和子
- 都はるみ
- 八代亜紀
- 石原詢子、坂本冬美
- やなわらばー
- 田川寿美
- 優里（アルバム『詩-80's』に収録）
- キヨサク（MONGOL800/ UKULELE GYPSY）（2023年、「サントリー サントリー生ビール」CMソングに使われた。）
- 奥井雅美（2023年、配信カバーアルバム「マサミコブシ～歌謡曲編」に収録）

### 海外
- アンジェラ・ゲオルギュー（ルーマニア）
- エリック・マーティン（アメリカ）
- キム・ヨンジャ（韓国、『第45回NHK紅白歌合戦』でも披露した）
- クリス・チャベス（アメリカ）
- コリー・オリヴェロス（アメリカ、アルバム『アロハ･J･ソングス〜ハワイアン･スタイル』に収録、英語歌詞）
- 女子十二楽坊（中国、BGM）
- シン・スンテ（朝鮮語版）（韓国）『그대라는 꽃』
- スコット・マーフィー（アメリカ、カバーアルバム『Guilty Pleasures 4』に収録）
- ZERO
- 江美琪（台湾）『雙手的溫柔』
- テレサ・テン（台湾）
- ファビエンヌ・ティボー（フランス、毎日放送製作『北緯35度の風』のテーマ曲に使用された）
- ホセ・カレーラス（スペイン、アルバム『AROUND THE WORLD』に収録。1996年6月には、「世界三大テノール歌手」の日本公演にてアンコールで歌われた。）
- リチャード・クレイダーマン（フランス）